# Euroscetticismo nel Regno Unito

I sei stati membri originari della CEE (1958) e i sette stati membri originari dell'EFTA (1960)
CEE
EFTA

     CEE
     EFTA
L'euroscetticismo britannico è l'opposizione alle politiche delle istituzioni sovranazionali dell'UE e/o l'opposizione all'adesione britannica all'Unione europea. L'euroscetticismo gioca un ruolo significativo nella politica del Regno Unito.
Dopo il 1945 fu avviato il progetto di unità europea. Questo progetto è stato sostenuto dai principali politici britannici, tra cui Winston Churchill. Churchill, in un discorso del 1946, sostenne una "specie di Stati Uniti d'Europa" guidati da Francia e Germania. Tuttavia, Churchill non aveva intenzione di coinvolgere la Gran Bretagna. La Gran Bretagna aveva l'ambizione di "giocare un ruolo importante in Europa, senza esserne effettivamente parte". L'idea che il progetto di unità sia principalmente una questione per il continente europeo è sempre stata forte in Gran Bretagna. Il movimento filoeuropeo in Gran Bretagna ha visto una serie di battute d'arresto in termini di integrazione europea. Persino i sostenitori dei partiti politici filoeuropei come i Liberal Democratici sono riluttanti a integrare la Gran Bretagna nell'Unione europea.
Dopo l'adesione della Gran Bretagna all'UE, la politica britannica si è polarizzata tra sostenitori e oppositori. A seguito della controversia sul "rimborso" britannico delle rimesse all'UE, il movimento euroscettico ha potuto contare sul crescente sostegno della popolazione britannica. I vantaggi dell'adesione venivano spesso trascurati.

## Storia
L'ascesa di sentimenti antifrancesi, antitedeschi o antieuropei in generale era molto presente nella storia della Gran Bretagna. La politica dello splendido isolamento nel XIX secolo ne è un esempio. Sebbene ci siano alcune sovrapposizioni, l'euroscetticismo differisce dall'antieuropeismo. L'antieuropeismo ha sempre avuto una forte influenza, soprattutto nella cultura americana. L'eccezionalismo americano si basa sul declino dell'Europa, o sull'emergere dell'Europa come potenza rivale, o su entrambi. Alcuni elementi dell'euroscetticismo britannico sono stati paragonati dagli scrittori americani all'antieuropeismo americano. Le dichiarazioni degli scrittori americani hanno influenzato il movimento euroscettico in Gran Bretagna.

### Dopo il 1945
La Gran Bretagna è stata costretta a prendere l'iniziativa in Europa occidentale dopo la seconda guerra mondiale. Il Comitato americano per un'Europa unita e la Conferenza europea sulla Federazione, guidate da Winston Churchill, sono state una delle prime società a unire l'Europa con la partecipazione della Gran Bretagna. Sebbene il governo britannico sostenesse l'integrazione dell'Europa continentale, riteneva che la Gran Bretagna non dovesse parteciparvi da sola. La Gran Bretagna, a differenza della Germania del dopoguerra, non ha mai avuto un forte movimento europeista. Gli anni del dopoguerra nel Regno Unito, fino al 1954, furono oscurati dalla perdita di gran parte dell'Impero britannico. Il paese non era uno dei sei fondatori originali delle Comunità europee all'inizio degli anni '50. I "Sei" firmarono il trattato di Parigi, che istituì la Comunità europea del carbone e dell'acciaio (CECA) il 18 aprile 1951. Tuttavia, i Sei non sono riusciti a stabilire una Comunità europea di difesa.
Negli anni prima della fondazione della CECA, principalmente i politici britannici di estrema destra, come Oswald Mosley, sostenevano un'ulteriore integrazione in Europa. L'élite britannica non pensava che la Gran Bretagna potesse partecipare semplicemente come "membro" delle Comunità europee. Queste riserve erano basate in misura minore su considerazioni economiche, ma piuttosto sulla filosofia politica. L'idea di sovranità illimitata, basata sul sistema legale britannico e sulla tradizione parlamentare, era ed è molto apprezzata in Gran Bretagna. La mancanza di democrazia nell'Unione europea, compresi i dubbi sulla legittimità della Commissione europea e del Parlamento europeo, sono alla base dell'euroscetticismo britannico. Vengono citati come obiezioni anche i costi sempre crescenti dell'adesione e l'impatto negativo delle normative dell'UE sulle imprese britanniche.
Gli oppositori britannici dell'UE accusano i politici e i funzionari dell'UE di corruzione. Nel 2005, l'eurodeputato britannico Nigel Farage ha esortato la Commissione europea a rivelare i viaggi di vacanza dei commissari europei, dopo che si è saputo che il presidente della Commissione europea José Barroso aveva trascorso una settimana sullo yacht di un miliardario greco. Il gruppo Better Off Outè un'organizzazione indipendente che si batte per la fine dell'adesione del Regno Unito all'UE. L'organizzazione cita i seguenti motivi principali: concludere in modo indipendente accordi commerciali con altri paesi; controllare i confini nazionali; essere in grado di determinare il proprio budget; ripristinare il sistema legale britannico; e deregolamentazione della normativa comunitaria all'interno del National Health Service.
L'ex leader del Partito Laburista, Hugh Gaitskell, una volta ha affermato che l'ingresso della Gran Bretagna nella Comunità europea significherebbe "la fine di mille anni di storia". Tuttavia, alcuni dei sostenitori di Gaitskell erano positivi riguardo alla partecipazione britannica. In seguito i laburisti hanno cambiato il loro atteggiamento nei confronti della CEE e hanno iniziato a sostenere l'adesione britannica. C'era anche opposizione all'interno del Partito Conservatore sull'appartenenza della Gran Bretagna al mercato comune. Uno dei primi gruppi a rivoltarsi contro l'adesione britannica è stata l'Anti-Common Market League. Questa organizzazione ha avuto le sue origini nel Partito Conservatore. Il presidente della Anti-Common Market League Victor Montagu ha detto che gli oppositori del mercato comune non si lasceranno governare da un gruppo di "rane e unni" (gergo britannico per "francesi" e "tedeschi" rispettivamente). Tuttavia, la più grande opposizione all'adesione della Gran Bretagna proveniva dai politici laburisti e dai conservatori. Temevano che un "blocco" europeo avrebbe ostacolato la politica socialista. Tuttavia, questa visione non era ampiamente rappresentata all'interno del Partito Laburista. Nel 2002, un certo numero di parlamentari laburisti ha fondato il gruppo Labour Against the Euro.

### Anni '60
Negli anni '60 il governo conservatore della Gran Bretagna poteva contare sulla resistenza dei paesi europei per aderire alle Comunità. Il presidente francese Charles de Gaulle, in particolare, era contrario. Invece di essere offerto un ruolo di leadership per la Gran Bretagna, il paese è stato inserito in una "lista d'attesa" di lunga data. Questo è stato visto come un insulto dai britannici europeisti. Il veto di De Gaulle nel 1963 fu una sconfitta per il governo di Harold Macmillan. Il Regno Unito ha dovuto affrontare una recessione economica e una serie di scandali politici. Questi sviluppi non hanno giovato alle relazioni tra il Regno Unito e l'Europa. Dopo che Charles de Gaulle fu sostituito da Georges Pompidou, il veto fu revocato. Nel 1970, sotto il governo filoeuropeo di Edward Heath, iniziarono i negoziati per la partecipazione britannica. Heath ha dovuto affrontare una divergenza di opinioni sulla politica agricola comune e sui suoi rapporti con il Commonwealth delle nazioni. Nel 1972 i trattati di ammissione furono firmati da tutti gli Stati membri tranne la Norvegia.

### Partecipazione e referendum
Nonostante la scelta di partecipare alla Comunità europea, c'è stata una divisione interna all'interno dei laburisti per lo svolgimento di un referendum sull'appartenenza permanente del Regno Unito. Nel 1972 il parlamentare laburista Tony Benn propose un tale referendum. In risposta, Enoch Powell, politico anti-CEE del Partito Conservatore, ha chiesto ai laburisti di votare alle elezioni del 1974. Il suo appello potrebbe aver influenzato il risultato di quelle elezioni; I laburisti sono tornati al potere. Il referendum finale del 1975 ha chiesto all'elettorato britannico:
La partecipazione del Regno Unito alla CEE è stata sostenuta dal 67% dell'elettorato, che ha avuto un'affluenza del 64,5%.

### Dal 1975 al 1997
La discussione tra euroscettici e sostenitori dell'UE si svolge principalmente all'interno dei partiti politici britannici, i cui sostenitori assumono posizioni diverse. I due maggiori partiti britannici, il Partito Conservatore e il Partito Laburista, hanno entrambi un ampio spettro interno di posizioni sull'Unione europea.
Negli anni '70 e all'inizio degli anni '80, il Partito Laburista era il più euroscettico dei due partiti. Il Labour aveva più parlamentari contrari alle Comunità europee. Nel 1975 il Labour tenne una conferenza speciale sull'appartenenza britannica. Il partito ha votato a maggioranza di due terzi per l'uscita della Gran Bretagna dalle Comunità europee. Nel 1979 il manifesto elettorale laburista affermava che un governo laburista "si sarebbe opposto a qualsiasi mossa della Comunità verso una federazione". Nel 1983 il Labour ha sostenuto per il momento il recesso del Regno Unito dalla Comunità.
Dopo il 1983, il Partito Laburista di opposizione sotto la guida di Neil Kinnock divenne sempre più positivo sull'integrazione della Gran Bretagna nell'Unione economica e monetaria europea. Il primo ministro britannico Margaret Thatcher, d'altra parte, ha guadagnato molta popolarità per il suo ruolo nei negoziati per uno "sconto britannico" nel 1984. Durante quei negoziati, il governo britannico è riuscito a ottenere uno sconto per la rimessa all'Unione. Nel 1984, la Gran Bretagna era il secondo membro più povero dell'Unione monetaria. La Gran Bretagna aveva relativamente poca agricoltura e quindi beneficiava poco dei sussidi agricoli europei.
Nel 1988 Jacques Delors, allora presidente della Commissione europea, parlò a una conferenza di un sindacato britannico. Questo discorso ha contribuito a diminuire in qualche modo l'euroscetticismo all'interno del Partito Laburista. Delors ha utilizzato la politica della Thatcher nei confronti dei sindacati come argomento per una "Europa sociale". Questo punto di vista è stato ben accolto dai sostenitori del Labour. Tuttavia, il "rimborso del Regno Unito" è stato mantenuto anche durante il governo di altri primi ministri del Regno Unito.
Verso la fine degli anni '80, Margaret Thather era sempre più apertamente critica nei confronti delle politiche dell'Unione europea. Thatcher credeva che l'UE stesse minando la sovranità britannica. Nel 1988 la Thatcher tenne un discorso a Bruges. In questo discorso, la Thatcher ha affermato: "We have not successfully rolled back the frontiers of the state in Britain, only to see them re-imposed at a European level with a European super-state exercising a new dominance from Brussels". ("Abbiamo appena ridotto con successo l'influenza dello stato in Gran Bretagna, solo per scoprire ora che viene ristabilito, a livello europeo da un superstato europeo che esercita un nuovo dominio da Bruxelles").
In un dibattito alla Camera dei comuni alla fine degli anni '90, appena prima della fine del suo mandato, la Thatcher ha reagito con forza ai piani di Delors per una valuta comune. Si dice che la posizione della Thatcher abbia contribuito alle sue dimissioni diverse settimane dopo.

### Dal 1997
Nel 1997 il Partito del Referendum, fondato da Sir James Goldsmith, partecipò alle elezioni nazionali. Il partito ha chiesto un referendum sulle relazioni tra il Regno Unito e l'Unione europea. Il Partito del Referendum ha tenuto brevemente un seggio alla Camera dei comuni dopo che il deputato conservatore George Gardiner ha cambiato partito nel 1997. Il Partito per l'Indipendenza del Regno Unito (UKIP), che sta conducendo una campagna per l'uscita completa del Regno Unito dall'UE, è stato fondato nel 1993 da Alan Sked. Un adeguamento al sistema elettorale ha consentito all'UKIP di partecipare alle elezioni europee del 1999. Un certo numero di commentatori ritengono che l'enfasi diffusa sull'UKIP abbia contribuito alla perdita del Partito Conservatore nelle elezioni nazionali del 2001.
Dopo la sconfitta del Partito Conservatore nelle elezioni del 2001, l'euroscetticismo è diventata una condizione importante per la scelta di un nuovo leader del partito. Si dice che il vincitore, Iain Duncan Smith, fosse più europeo del suo predecessore, William Hague.
L'UKIP ha ottenuto il 16% dei voti alle elezioni europee del 2004 e ha ricevuto 12 eurodeputati. Nelle elezioni europee del 2009, l'UKIP è diventato il secondo partito più grande della Gran Bretagna. Il partito ha ottenuto più voti del Labour, che si è posizionato al terzo posto. Durante le elezioni europee del 2014 l'UKIP ha raggiunto un nuovo indice. Il partito ha vinto le elezioni con il 26,6% dei voti, ottenendo il maggior numero di voti in Gran Bretagna. Il Partito Laburista di opposizione è arrivato secondo.
Dopo le elezioni della Camera dei Comuni del 2015, l'allora rieletto Primo ministro della Gran Bretagna, David Cameron, si è impegnato a tenere un "referendum dentro/fuori" sull'appartenenza britannica all'UE. Questo referendum ha avuto luogo il 23 giugno 2016.

## Partiti politici euroscettici
I membri di spicco del Partito Laburista e del Partito Conservatore hanno avuto visioni nettamente contrastanti sull'integrazione europea da quando tale integrazione è diventata una questione importante negli anni '70. Nessuna delle due parti sta sostenendo l'uscita del Regno Unito dall'UE, sebbene entrambe le parti abbiano presentato proposte diverse per riformare le istituzioni europee.
I governi conservatori hanno compiuto importanti passi politici verso un'ulteriore integrazione della Gran Bretagna nell'Unione europea. Tuttavia, il partito ha dovuto rispondere ai sostenitori euroscettici e ai media euroscettici. Dopo il 1945, Winston Churchill sostenne gli "Stati Uniti d'Europa" e la creazione di un "Consiglio d'Europa". Churchill prese parte al Congresso dell'Aia (1948), che discusse la futura struttura e ruolo del Consiglio d'Europa . Churchill ha dichiarato: "We have our own dream and our own task. We are with Europe, but not of it. We are linked but not combined. We are interested and associated but not absorb". ("Abbiamo il nostro sogno e il nostro compito. Siamo con l'Europa, ma non di essa. Siamo collegati ma non uniti. Siamo interessati e associati ma non preoccupati") .
I riformatori filoeuropei, come l'ex ministro degli esteri britannico Sir Malcolm Rifkind, si sono opposti alla creazione di un "superstato europeo".
I Liberal Democratici, il terzo più grande partito politico britannico, sono pro-UE, ma nondimeno sostengono riforme istituzionali a favore del federalismo europeo, in cui i parlamenti nazionali degli Stati membri hanno più voce in capitolo.
Il Partito Nazionale Scozzese (SNP) è stato visto come un partito pro-UE sin dagli anni '80. L'SNP ottiene voti principalmente dalle aree della Scozia dove c'è molta pesca e allevamento di bestiame. Tuttavia, i residenti di queste regioni hanno scelto di mantenere il Regno Unito (e l'adesione all'UE) durante il referendum sull'indipendenza della Scozia.
Un gruppo euroscettico da una "prospettiva operaia di sinistra" è No2EU, fondato dal Partito Comunista Britannico.
Il Partito Verde di Inghilterra e Galles non chiede l'uscita del Regno Unito dall'Unione europea, ma sostiene un referendum sull'adesione del paese. Il partito è anche molto critico nei confronti di alcuni aspetti dell'UE.